# Hydraena geminya
Hydraena geminya är en skalbaggsart som beskrevs av Perkins 1980. Hydraena geminya ingår i släktet Hydraena och familjen vattenbrynsbaggar. Inga underarter finns listade i Catalogue of Life.